# Harpo & Bananaband
Harpo & Bananaband är den svenske popartisten Harpos andra studioalbum, utgivet 1975 på skivbolaget EMI (skivnummer 4E 062-35252). Det har inte utkommit på CD.
På skivan ackompanjeras Harpo av Bananaband, vilket bestod av Finn Sjöberg, Roland Hermin och Erik Romantschicz. På första låten medverkar Ted Gärdestad på sång.

## Låtlista
Där inte annat anges är låtarna skrivna av Harpo.
Sida A
1. "Rock 'n' Roll-maskin" (Harpo, Kenneth Gärdestad, Ted Gärdestad)
2. "Magiska Mona"
3. "Blondie Nam Nam"
4. "Pin-Up Girl" (Bengt Palmers, Harpo)
5. "Lördagskväll"

Sida B
1. "Hey Hey"
2. "Zaturna"
3. "Månljus"
4. "I Jupiters sken" (Finn Sjöberg, Harpo)
5. "Venusrock"

## Medverkande
- Ted Gärdestad – sång
- Harpo – sång
- Roland Hermin
- Finn Sjöberg
- Erik Romantschicz